# Climaciella brunnea
Climaciella brunnea là một loài côn trùng trong họ Mantispidae thuộc bộ Neuroptera. Loài này được Say in Keating miêu tả năm 1824.

## Hình ảnh

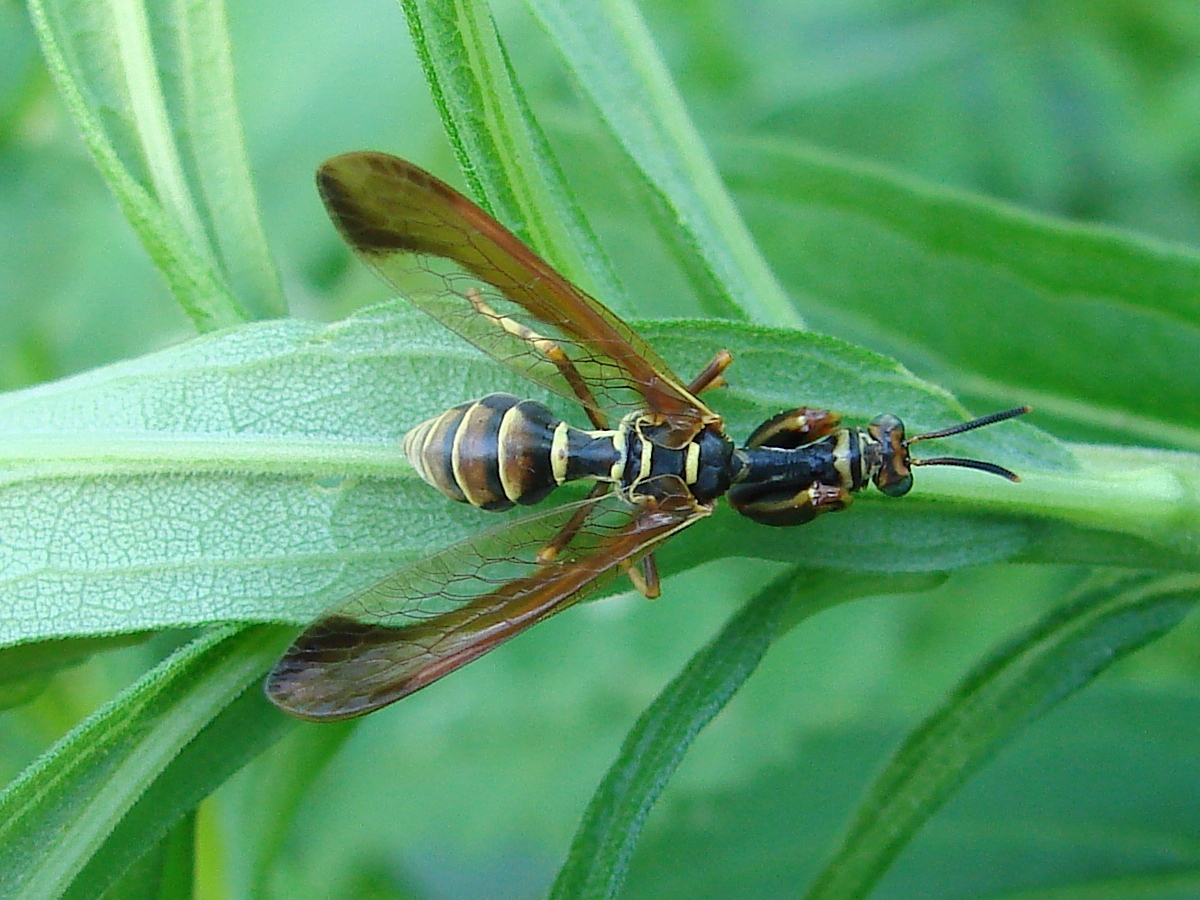